# بنو إينال

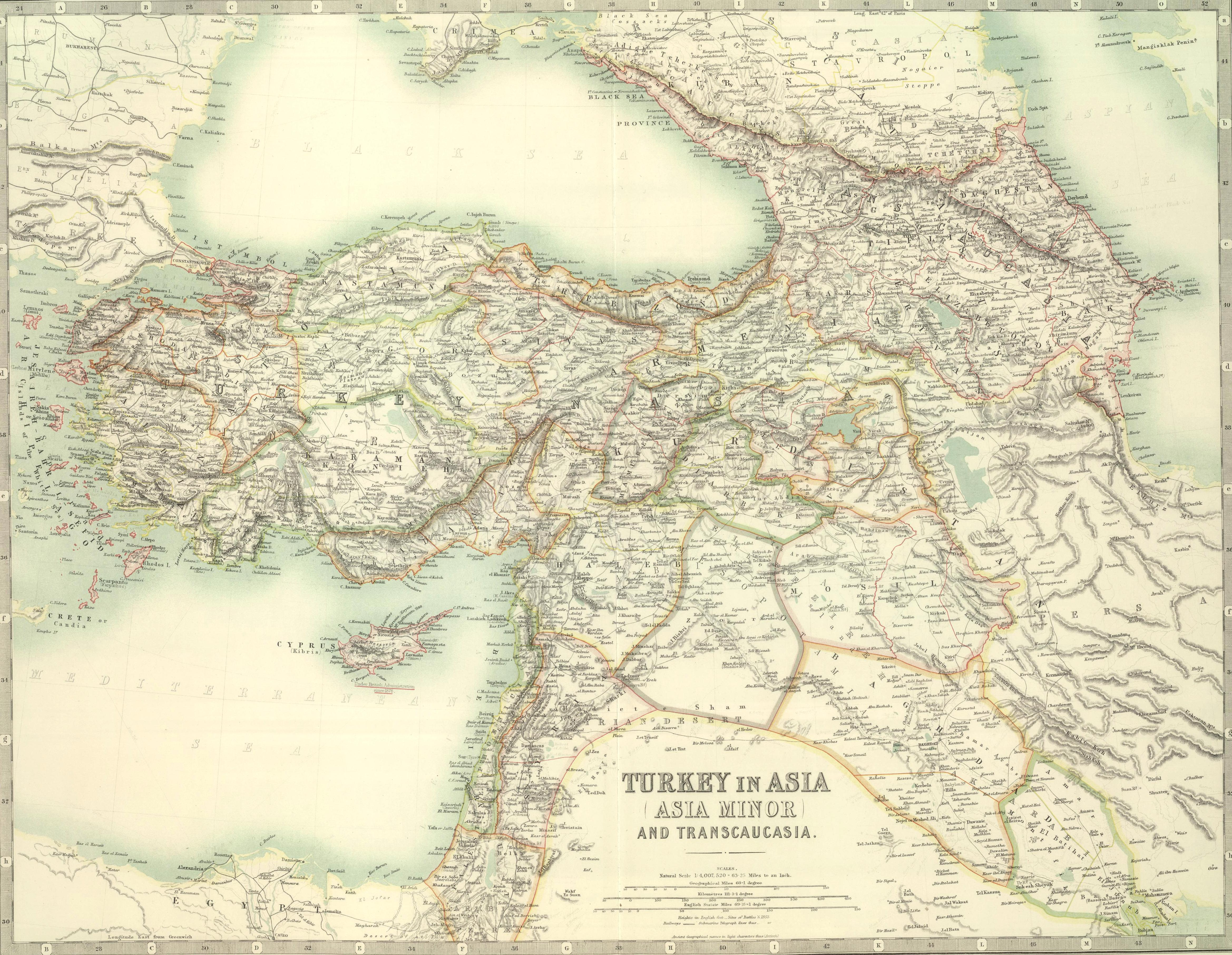
خريطة توضح مكان اقامتهم

بنو إينال وهم أحد أمراء الأناضول والذين حكموا منطقة صغير حول ووسط ديار بكر في الفترة مابين 1098-1183.
بعد أن توفي ملك شاه سلطان السلاجقة العظام في سنة 1092، بدأت بعد المقاطعات الغربية في الإمبراطورية بالتفكك. وفي عام 1095 هزم أحد حكام التركمان في منطقة ديار بكر باقي القادة العسكريين اللذين حاولوا السيطرة على هذه المنطقة. أعلن ابنه إينال بعد وفاته استقلال منطقته. لم يعمر إينال طويلاً ليتولى ابنه إبراهيم الإمارة، قبل إبراهيم خلال عهده القبول بهيمنة جيرانه الأكثر قوة كالسلاجقة وسلاجقة سوريا ومن ثم الخضوع لسلطة سلاجقة الروم ومن ثم شاهات الأرمن.
نجح خليفة إبراهيم إيلالدي من استرداد بعض الأراضي، فغزا بعض من أراضي شاهات الأرمن، وحارب الإسماعيليين في سنة 1124. كما اصطدم مع الزنكيين في سنة 1133 وهزم في معركة، لكنهم لم يستطيعوا السيطرة على ديار بكر
قبل خليفة إيلالدي بسيادة الأرتقيين والذين استولوا على معظم أراضي الإمارة. وفي 9 مايو 1183 نجح الأرتقيون بالتحالف مع صلاح الدين الأيوبي من السيطرة على مركز هذه الإمارة ووضع حد لهذه الأسرة.

## قائمة الحكام
| 1095-1096 | صدر                | صدر                | صدر                | صدر                |
| 1096-1098 | إينال بن صدر       | إينال بن صدر       | إينال بن صدر       | إينال بن صدر       |
| 1098-1110 | إبراهيم بن إينال   | إبراهيم بن إينال   | إبراهيم بن إينال   | إبراهيم بن إينال   |
| 1110–1142 | إيلالدي بن إبراهيم | إيلالدي بن إبراهيم | إيلالدي بن إبراهيم | إيلالدي بن إبراهيم |
| 1142–1183 | محمد بن إيلالدي    | محمد بن إيلالدي    | محمد بن إيلالدي    | محمد بن إيلالدي    |
| 1183      | نهاية الإمارة      | نهاية الإمارة      | نهاية الإمارة      | نهاية الإمارة      |